# Новинки (Сергиево-Посадский район)
Нови́нки — деревня в Сергиево-Посадском районе Московской области, в составе муниципального образования Сельское поселение Васильевское (до 29 ноября 2006 года входила в состав Васильевского сельского округа).
Новинки расположены примерно в 18 км (по шоссе) на запад от Сергиева Посада, по левому берегу реки Имбушки (левый приток Вели), высота центра деревни над уровнем моря — 219 м.
На 2016 год в деревне зарегистрировано 10 садовых товариществ. Деревня связана автобусным сообщением с райцентром и соседними населёнными пунктами.

## Население
| 2002 | 2006 | 2010 |
| ---- | ---- | ---- |
| 1    | →1   | ↗17  |